# Estefanía Manrique de Castilla

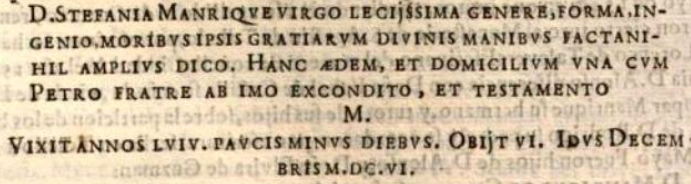
Inscripción funeraria de Estefanía Manrique en la iglesia de San Ildefonso, parte de la casa profesa de Toledo (según Luis de Salazar y Castro)

Estefanía Manrique de Castilla (siglo XVI-8 de diciembre de 1606) fue una noble española y benefactora clave en la construcción de la Iglesia de San Ildefonso de Toledo, una iglesia barroca. Su legado incluye importantes donaciones y disposiciones testamentarias que contribuyeron significativamente al establecimiento de la Compañía de Jesús en la ciudad.

## Biografía
Fue hija de Isabel de Castilla y Gaspar Manrique, caballero de Santiago, y creció en una familia de alta nobleza y profunda devoción religiosa. Sirvió como dama a la reina Isabel de Valois, la tercera esposa de Felipe II. Tuvo varios hermanos:
- Rodrigo Manrique, muerto en la infancia.
- Íñigo Manrique.
- Pedro Manrique de Castilla, caballero de la orden de Alcántara, comendador de La Batundera en esa orden. Fue también gentilhombre de boca de Felipe II.
- Ana Manrique, muerta mientras era dama de la reina Isabel de Valois, tercera esposa de Felipe II.
- Juana de Castilla, religiosa en el convento de Santa Isabel de los Reyes de Toledo.

En su juventud pasó a residir junto a su madre y su hermana Ana en el Alcázar de Toledo, sirviendo como dama de la reina Isabel de Valois (tercera esposa de Felipe II), primero, y de Ana de Austria después. En esta época conoció a Ana Félix de Guzmán. Estefanía nunca contrajo matrimonio.
Su hermano Pedro participó junto a Estefanía en la financiación de proyectos religiosos y educativos, y juntos impulsaron la construcción del templo jesuita en Toledo.Su familia paterna, en especial la rama de los duques de Nájera eran parientes de los Loyola, habiendo servido el fundador de la Compañía, Ignacio de Loyola en casa de Antonio Manrique de Lara, II duque de Nájera.
En su testamento, firmado el 4 de junio de 1605 ante el escribano Antonio de Therán Enriquez, Manrique dispuso una serie de condiciones y donaciones para la construcción de la iglesia de los jesuitas en Toledo. Dejó un considerable legado económico para la obra, incluyendo 612.500 maravedís de un juro en las alcabalas de Córdoba, y otras cantidades importantes procedentes de tributos anuales en Toledo, Villaescusa de Haro y otras localidades. También donó propiedades inmobiliarias, como unas casas en Casasbuenas que rentaban 600 ducados anuales. Estas contribuciones financieras fueron cruciales para la realización del proyecto.
Las obras comenzaron en 1629, aunque ya en 1616 se había empezado a cimentar. Uno de los primeros diseños fue obra de Juan Bautista Monegro, con aportaciones del jesuita Pedro Sánchez en 1619. También especificó que la iglesia debía seguir el estilo del Colegio-convento de Dominicos de Santo Tomás de los Ángeles y de Aquino de Alcalá de Henares y cumplir ciertas dimensiones: 170 pies de largo y 102 pies de ancho. Además, debía también llevar los escudos de los Manrique y Castilla, junto con la cruz verde de la Orden de Alcántara.
Pidió que la iglesia se dedicara a San Ildefonso, patrón de Toledo, y que su imagen se colocara en el retablo del altar mayor. Ordenó la construcción de una bóveda debajo de la cabecera de la iglesia para enterrar a sus padres y hermanos, así como a otros familiares. Dejó establecido que el colegio jesuita debía enseñar gramática, retórica, matemáticas y filosofía, además de otras materias que considerara la orden jesuita.
Falleció el 8 de diciembre de 1606 y fue enterrada junto a su hermano Pedro, cumpliendo así con su última voluntad. 